# Carlos Caballero Pérez
Carlos Caballero Pérez es un exfutbolista español nacido el 5 de octubre de 1984 en Madrid. Jugaba de centrocampista y su último equipo fue el Club de Fútbol Fuenlabrada. 

## Trayectoria deportiva
Es un jugador formado en la AD Alcorcón, en la que debutó como profesional en 2003. También jugó en el CD Linares y en el Cádiz CF, antes de llegar a Córdoba.
El mediocentro se convertiría en capitán del Córdoba CF, donde llegó a ser el jugador más longevo de la plantilla, ya que llegó a la entidad en la temporada 2011-12. Formó parte de la histórica plantilla que consiguió el ascenso a Primera división en la temporada 2013/2014 y se mantuvo en el equipo tras su cesión en la 2014-2015 al Veria griego.
En enero de 2018, el Córdoba CF anunció el acuerdo para la rescisión del contrato del jugador de 33 años, que más tarde, firmó con el CF Fuenlabrada, líder del Grupo I de Segunda B.
El 3 de septiembre de 2019 anunció su retirada debido a los problemas que padecía en una rodilla.

## Clubes
| Club           | País   | Año       |
| -------------- | ------ | --------- |
| AD Alcorcón    | España | 2003-2006 |
| CD Linares     | España | 2006-2008 |
| Cádiz CF       | España | 2008-2011 |
| Córdoba CF     | España | 2011-2015 |
| Veria FC       | Grecia | 2015      |
| Córdoba CF     | España | 2015-2018 |
| CF Fuenlabrada | España | 2018-2019 |